# Chambre de commerce et d'industrie des Pyrénées-Orientales
La chambre de commerce et d'industrie des Pyrénées-Orientales est la CCI du département des Pyrénées-Orientales. Son siège est à Perpignan sur le Quai de Lattre de Tassigny.
Elle possède 3 antennes à Céret, Prades, Saillagouse et participe à la Maison interconsulaire de l'entreprise de Maury.
Elle fait partie de la chambre de commerce et d'industrie de région Occitanie.

## Missions
À ce titre, elle est un organisme chargé de représenter les intérêts des entreprises commerciales, industrielles et de service de la Pyrénées-Orientales et de leur apporter certains services. C'est un établissement public qui gère en outre des équipements au profit de ces entreprises.
Comme toutes les CCI, elle est placée sous la double tutelle du Ministère de l'Industrie et du Ministère des PME, du Commerce et de l'Artisanat.

### Service aux entreprises
- Centre de formalités des entreprises
- Assistance technique au commerce
- Assistance technique à l'industrie
- Assistance technique aux entreprises de service
- Point A (apprentissage)

### Gestion d'équipements
- Port-Vendres.

### Centres de formation
La Maison de la Formation des Pyrénées-Orientales est le centre de formation de la CCI. Les établissements et les sections qu'elle regroupe, assurent une mission d'enseignement et de formation en développement permanent depuis plus de quarante ans.
Ces établissements sont : 
- Centre de formation de la CCI (Cefoci) ;
- CFA de l'hôtellerie et du commerce ;
- Institut méditerranéen d'étude et de recherche en informatique et robotique (Imerir), à Perpignan ;
- Centre de formation aux métiers des fruits et légumes (CFL) ;
- Institut nautique méditerranéen (INM).

Chaque année, plus de 3 000 stagiaires et étudiants, sont accueillis sur son campus. La politique de formation conduite par la CCI à travers la Maison de la Formation des Pyrénées-Orientales vise à promouvoir un dispositif de formation complet destiné :
- Aux entreprises et destiné aux responsables et salariés dans le cadre de la Formation professionnelle continue ou en Congé individuel de formation (CIF) ;
- Aux salariés qui souhaitent bénéficier du Droit individuel à la formation (DIF) ;
- Aux jeunes de 16 à 25 ans qui souhaitent intégrer bénéficier de formation en alternance (contrat d’apprentissage ou contrat de professionnalisation) ;
- Aux demandeurs d'emploi, jeunes et adultes dans le cadre de formations conventionnées avec la Région Languedoc-Roussillon : Programme Régional Qualifiant, API (Actions préparatoires à l’insertion pré-qualification) ;
- Aux étudiants en formation initiale ;
- Aux particuliers.

## Historique

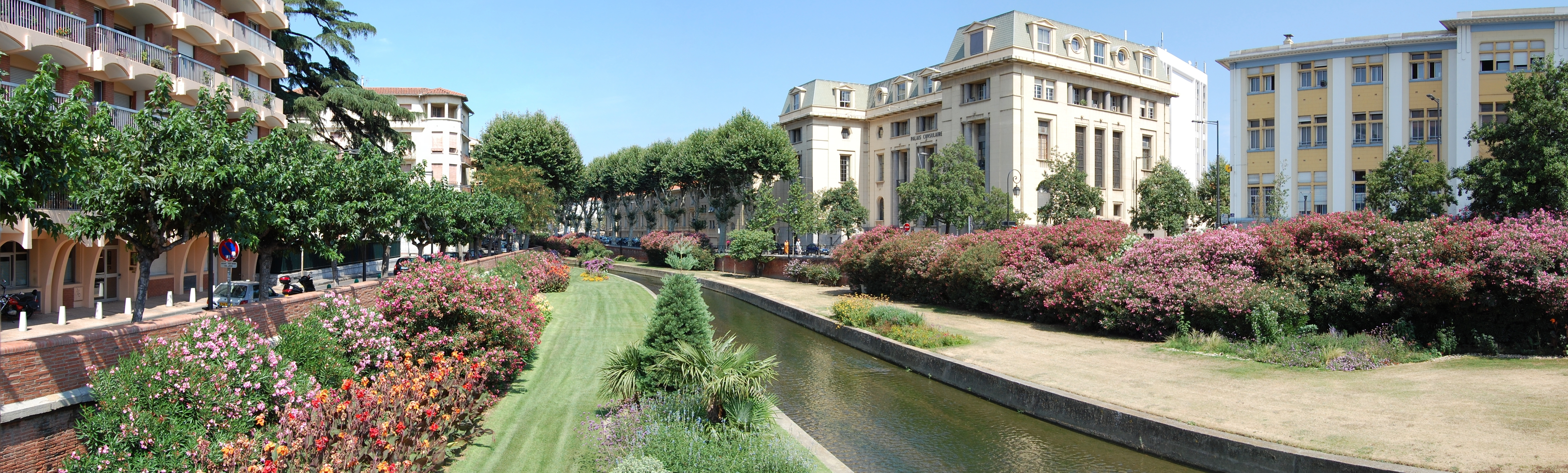
Le palais consulaire (au centre-droit de la photographie) abrite la chambre de commerce et d'industrie de Perpignan.

C'est le 8 décembre 1881 que se réunissent pour la première fois en assemblée constitutive les membres de la chambre de Perpignan élus cinq mois plus tôt. Deux employés assuraient l'administration de l'institution. Ils sont aujourd'hui plus de 200.
Jusqu'en 1945, exception faite du port de Port-Vendres, l'activité de la chambre se limite strictement à la surveillance de l'évolution des problèmes de nature à mettre en cause les intérêts du commerce et de l'industrie, une surveillance qui s'exprime par des suggestions ou la publication de motions. Il faut attendre la veille du second conflit mondial pour voir l'institution passer de la fonction de chambre de remontrances à celle d'instrument économique actif de développement.
Cette croissance de la politique consulaire s'est traduite concrètement en 1938 par l'installation dans un nouveau bâtiment qui n'est autre que l'actuel palais consulaire. Après des locaux modestes rue des Abreuvoirs, rue Lazare Escarguel puis avenue de la Gare, le nouveau siège installée quai de-Lattre-de-Tassigny abrite aussi la première caisse départementale des Allocations familiales, la totalité des syndicats patronaux et le tribunal de commerce.
À partir de 1950, ils sont rejoints par le commissariat de la foire-exposition de Perpignan, la médecine du travail et la Caisse de retraite des commerçants et industriels. Devenus exigus, ces locaux sont complétés par la construction d'une annexe derrière le palais de justice en 1956 et la construction d'un quatrième étage en 1980.
Aujourd'hui, ce bâtiment à l'architecture spectaculaire, et si caractéristique des années 1930, est occupé dans sa totalité par les services de la CCI.

## Pour approfondir